# ユーリ・マスリュコフ

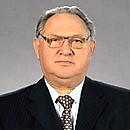
ユーリ・マスリュコフ

ユーリ・ドミトリエヴィッチ・マスリュコフ（Ю́рий Дми́триевич Маслюко́в、Yuri Dmitrievich Masryukov、1937年9月30日 - 2010年4月1日）は、ソビエト連邦及びロシアの政治家。ミハイル・ゴルバチョフ時代のソ連でソ連共産党政治局員、第一副首相などを歴任。最後のゴスプラン（ソ連国家計画委員会）議長であり、ソ連崩壊後は経済通としてセルゲイ・キリエンコ内閣で産業貿易大臣、エフゲニー・プリマコフ内閣の第一副首相を務め、ボリス・エリツィン政権で唯一ロシア連邦共産党に所属する閣僚だった。

## 人物・来歴
1937年9月30日ソビエト連邦タジク共和国のレニナバード（現在のホジェンド）市にロシア人労働者の家庭に生まれる。父親を独ソ戦で失っている。1962年レニングラード機械大学を卒業する。この他、レニングラード高等砲兵技術学校でも学んでいる。大学卒業後、ソ連国防工業省イージョフスク技術研究所に技師として勤務する。同研究所で技師長、副部長、副所長を歴任する。この間、1966年にソビエト連邦共産党に入党。1970年イージョフスク機械製作工場第一支部技師長・副支部長。1974年ソ連国防工業省技術総局局長を経て、1979年ソ連国防工業省次官。1982年ゴスプラン（ソ連国家計画委員会）第一副議長。1985年11月ソ連副首相。1986年ソ連共産党中央委員に選出される。1988年2月ソ連第一副首相兼国家計画委員会議長に就任し、党政治局員候補を兼ねる。1989年9月政治局員に昇格する。1990年にゴルバチョフがソ連大統領に選出され、大統領会議を設置すると、メンバーに選出されている。1991年には副首相兼国家軍事産業委員会議長。以上の経歴からもわかるようにソ連の軍需産業、軍産複合体に一貫して深い関わりを持っていた。
ソ連崩壊後は、軍需産業界に身を置きユグトランスインヴェスト社社長を務めていたが、1995年12月ロシア連邦議会選挙で下院国家会議にロシア連邦共産党から比例区で立候補し当選する。下院ではロシア連邦共産党会派に所属し、下院経済政策委員長を務めた。1998年7月23日から同年9月11日までキリエンコ内閣の産業貿易相を務めた。同年9月プリマコフ内閣が成立すると第一副首相に就任する。これは、老練なプリマコフ首相がロシア金融危機を始めとする一連の政治的混乱を収拾するために、議会第一党の共産党の支持を獲得するための方策として取られた人事であった。当初エリツィンはマスリュコフに首相になることを申し出ていたが、マスリュコフはプリマコフの下で第一副首相として働くことを希望したためにその申し出を拒否したとされる。マスリュコフは、経済政策に関する広範な権限を得て、彼の下でインフレ率は38％から3％に低下し、ロシアで初めてGDPがプラスに転じたが、一方でソ連時代に計画経済の司令塔を務めていた共産党閣僚の出現は国内では改革派、リベラル派の反発を招き、対外的にはIMFを中心に疑念を生んだ。
1999年3月14日に来日し、小渕恵三首相、高村正彦外相らと会談している。
スベトラーナ夫人との間に一子ドミトリー・ユリエヴィッチがいる。ドミトリーも技師である。
技術者出身のテクノクラートという性格上、科学技術に強い関心を持つ他、歴史文学を好むと言われる。
2010年4月1日、長期間の闘病の末モスクワで死去。72歳没。